# Кружна
Кружна (слч. Kružná) насељено је мјесто са административним статусом сеоске општине (слч. obec) у округу Рожњава, у Кошичком крају, Словачка Република.

## Становништво
| Година:    | 1994. | 2004.   | 2014.   | 2024.   |
| ---------- | ----- | ------- | ------- | ------- |
| Број људи: | 545   | 522     | 475     | 445     |
| Разлика:   |       | -4,22 % | -9,00 % | -6,31 % |

| Година:    | 2023. | 2024.   |
| ---------- | ----- | ------- |
| Број људи: | 456   | 445     |
| Разлика:   |       | -2,41 % |

Према подацима о броју становника из 2011. године насеље је имало 487 становника.